# Henri Bergeret
Pour les articles homonymes, voir Bergeret.
Henri Bergeret, né le 21 août 1897 à Sennecey-le-Grand (Saône-et-Loire) et mort le 14 octobre 1982 à Nice (Alpes-Maritimes), est un homme politique français.

## Biographie
Fils d'un cheminot, Henri Bergeret passe par l'école primaire supérieure de Mâcon pour poursuivre des études à l'école spéciale des travaux publics, et en sortir avec un diplôme d'ingénieur. Il travaille ensuite comme son père dans les chemins de fer.
Appelé en janvier 1916, il participe aux combats de la première guerre mondiale, et ne revient à la vie civile qu'en octobre 1919.
Il s'installe alors à Saint-Etienne et s'engage dans le syndicalisme, au sein de la CFTC. A la Libération, il participe à la création du Mouvement Républicain Populaire et, sous cette étiquette, est élu maire-adjoint de Saint-Etienne en 1944 et conseiller général de la Loire en 1946.
En juin 1946, il figure en troisième position sur la liste du MRP, menée par Georges Bidault, pour l'élection de la seconde constituante. Celle-ci obtenant trois sièges, il est élu député.
A l'issue de ce très court mandat, il est réélu député, dans les mêmes conditions, en novembre 1946. Député plutôt actif, il n'intéresse à divers sujets, et principalement les questions budgétaires.
En 1951, du fait de la constitution d'une liste de centre-droit réunissant à la fois le MRP, l'UDSR et le CNI, il n'est plus qu'en huitième position, et n'est pas réélu.
Il abandonne progressivement la vie politique, quittant le conseil général la même année, puis son mandat municipal en 1953.

## Détail des fonctions et des mandats
Mandats parlementaires
- 2 juin 1946 - 27 novembre 1946 : Député de la Loire
- 10 novembre 1946 - 4 juillet 1951 : Député de la Loire